# 葛飾豎琴大橋
葛飾豎琴大橋（日语：／）為鋼斜張橋，位於東京都葛飾區綾瀨川匯流至中川之河口處。本橋因狀似豎琴而得名，建成後是葛飾區的新地標。首都高速中央環状線在此處從荒川和中川之間的島嶼跨越綾瀨川後改而沿著綾瀨川西岸而行。

## 概要
- 長度:414公尺
- 寬度:18.5公尺(4車道)
- 跨径：134+220+60公尺
- 最大跨径長度:220公尺
- 形式:4徑間連續S字形曲線斜張橋
- 2座橋塔高度不同。1座65公尺高，另一座29公尺高，不對稱的設計也是本橋的特點之一
- 1987年（昭和62年）9月9日落成啟用

## 流行文化
本橋曾出現在日本知名漫畫烏龍派出所101集的風景扉頁

## 鄰近設施
(C41,C42)四木出入口 - (C43)平井大橋出入口
本橋附近另有一座架設於中川的上平井水門，號稱是在東京都內最大的水門